# Árabe marroquí
El árabe marroquí (الهجة مغربية láhŷa maġribiya), también llamado magrebí o dariya (الدارجة), es la lengua procedente del conjunto de variedades del árabe dialectal habladas en Marruecos, y que presentan multitud de rasgos comunes con las modalidades habladas en Argelia, Túnez y algunas zonas de Libia. Se trata de una lengua oral con numerosos grupos de variedades dialectales mutuamente inteligibles procedentes de la lengua árabe, y que se extiende desde la zona más occidental de Libia. 
El dariya (dialecto árabe marroquí) se llamaba anteriormente "dialecto hilali", porque la tribu árabe marroquí más famosa es la tribu "Bani Hilal", la primera en hablar este dialecto, que luego se extendió a todo Marruecos. Hay dos tipos de dariya (la dariya civilizada y la dariya beduina). "Dariya" significa en árabe "palabras simplificadas" o "dialecto simplificado". Es lengua materna para el 75 % de los árabes marroquíes. 
Esta lengua oral es más popular en el norte y centro de Marruecos y un poco en el sur de Marruecos. En el Sahara Occidental (ocupado por Marruecos) hay otra lengua árabe oral llamada "hassaniya".
El magrebí también es la lengua de una parte de la población de origen magrebí de la ciudad de Ceuta, cuyos hablantes emplean una variante denominada «árabe ceutí» por el profesor titular del área de estudios árabes e islámicos y jefe del departamento de árabe de la UAM, Francisco Moscoso, y la Coalición Caballas. Otros autores como A. Giménez Reíllo (Abu Ilyás), profesor y traductor jurado de árabe lo defiende como «darija de Ceuta».

## Aspectos históricos, sociales y culturales

### Generalidades
El magrebí constituye el dialecto árabe materno de la mayoría de la población de todo el Magreb, lo que incluye a Marruecos, Argelia, Túnez y parte de Libia.
Dentro de la rama lingüística del árabe magrebí que abarca a toda el África noroccidental cabe distinguir distintas variedades de lenguas orales como: el marroquí, el argelino, el tunecino y el libio que presentan características propias, pero que comparten muchos rasgos lingüísticos permitiendo en ocasiones cierto nivel de intercomunicación sobre todo en los niveles más cultos de la lengua. También el idioma maltés pertenece a la rama magrebí del árabe.
La lengua oral marroquí se conoce en Marruecos como dariya, palabra que puede tener cierta connotación peyorativa, pues significa "dialecto" o "habla" para diferenciarlo del árabe estándar o del árabe clásico que constituye la lengua oficial de la enseñanza y la administración.
ت siglo VII. 
La lengua marroquí se desarrolló sobre un fuerte sustrato bereber, que ha dejado una impronta visible en el vocabulario, la fonética y la gramática marroquí. Es también palpable la influencia del árabe andalusí y, ya en época moderna, del francés y (5 % de palabras en francés en dialecto marroquí), en menor medida y sobre todo en las variedades norteñas, del español (hay un 2 % de palabras en español en la dariya). A diferencia de otras lenguas árabes, el árabe marroquí no tiene apenas influencias del turco, ya que Marruecos no perteneció nunca al Imperio otomano. 
Según las teorías de especialistas en el tema como Abdou Elimam, el origen de este idioma se remontaría a más de 3000 años de historia, tratándose en realidad de una evolución de la lengua púnica hablada por los fenicios en el norte de África.
Información: la mitad de los dialectos árabes están en árabe estándar y la otra mitad son árabes coloquiales. No hay ningún dialecto árabe cercano al árabe estándar... Todos los dialectos árabes actualmente son una mezcla de palabras árabes clásicas y palabras árabes coloquiales (palabras urbanas/Palabras coloquiales). 
Los eruditos consideran que el  marroquí contiene palabras árabes muy antiguas y estándar.
Y las salidas de letras en el dialecto marroquí (dariya) difieren de las salidas de letras en otros dialectos árabes porque los marroquíes hablan muy rápido Y acortan las palabras. Ejemplo: la palabra "Ahlan" que significa hola. En el dialecto marroquí, se elimina la letra "a"، Así es como se pronuncia la palabra "Ahln" en lugar de "Ahlan". Por lo tanto, la palabra se acorta y se pronuncia rápidamente para ahorrar tiempo, pero el significado de la palabra sigue siendo el mismo. Y esto se aplica a todas las reglas gramaticales en el dialecto árabe marroquí (dariya), por lo que se sabe que el dialecto marroquí habla rápido por una razón, que es (para acortar el habla y decir cosas útiles en muy poco tiempo).
Los dialectos árabes no están sujetos a ninguna ley. Es por eso que se les llama dialectos porque difieren de una tribu a otra y de una región a otra, y cada región y tribu tiene su propio dialecto único...

### Sociolingüística
Existe una situación de diglosia entre la lengua marroquí que predomina en la comunicación oral, la publicidad, y en medios de comunicación informales como Internet, las redes sociales y la mensajería de móvil, y el árabe estándar moderno predominante en los medios escritos formales como la prensa, la administración o la literatura. Ambas lenguas poseen diferencias comparables a la que podrían existir entre las lenguas románicas modernas y el latín vulgar de la antigüedad tardía. 
El árabe moderno estándar constituye un vehículo de comunicación oficial entre las naciones árabes, pero casi nunca es utilizado en ocasiones de comunicación interárabes y espontáneas, en las cuales se recurre a los dialectos nativos que son más o menos mutuamente inteligibles según la distancia geográfica y la notoriedad de la que gozan en los medios de comunicación panárabes. 
Entre el año 2013 y 2015 se produjo un intenso debate en la sociedad, la política y los medios de comunicación marroquíes a raíz de la propuesta de una reforma educativa para luchar contra las graves tasas de fracaso escolar en la que entre otras medidas, se planteaba la necesidad de incluir el estudio del darija o magrebí como lengua de enseñanza en las primeras etapas educativas en tanto que constituye la verdadera lengua materna de la mayoría de la población, medida que fue fuertemente contestada por parte de los sectores y partidos políticos más conservadores de la sociedad marroquí, y que finalmente fue rechazada.
Sin estatus ni protección oficial en ningún país del Magreb, es reconocida sin embargo, como una de las "lenguas minoritarias" de Francia bajo el apelativo de "arabe maghrébin" (árabe magrebí), y aparece recogido como tal en la Carta Europea de las lenguas regionales (Charte européenne des langues régionales et minoritaires” del Consejo Europeo; B. Cerquiglini).
Pese a todos estos obstáculos para su reconocimiento, el dariya o marroquí cuenta ya con una versión propia en Wikipedia que cuenta ya con numerosas aportaciones.
En Ceuta (ciudad autónoma de España), la coalición Caballas propuso la creación de una "Academia del Árabe Ceutí", que lingüísticamente hablando sería idéntico al dariya o árabe magrebí, así como su cooficialidad. Sobre su oficialización existe un debate entre si es conveniente o no para superar el fracaso escolar, destacando como posición en contra el profesor e intérprete jurado de árabe A. Giménez Reíllo (Abu Ilyás). Por el contrario el profesor Francisco Moscoso defiende la oficialidad del dariya en el sistema educativo ceutí.

## Descripción lingüística
Siendo un habla periférica del contínuum dialectal que forman las variedades lingüísticas neoárabes, el árabe marroquí difiere de otras variedades coloquiales o lenguas procedentes del árabe de manera sustancial y es difícilmente inteligible con ellas, excepto con aquellas variedades más cercanas habladas en los otros países y regiones del Magreb. Ha integrado un gran número de palabras de las lenguas bereberes, el español y finalmente el francés.

### Escritura
El árabe marroquí carece de un sistema de ortografía reglado o normalizado, no obstante en el ámbito de Internet, las redes sociales y la mensajería de los móviles suele emplear el alfabeto latino con el uso de algunos números o combinaciones de letras para transcribir algunos sonidos característicos como:
- ' - 2 = ء "hamza" [ɂ]
- e - 3 = ﻉ "ʿayn" [ʔˤ]
- gh - 4 - 8  = ﻍ "ġayn" [ɣ]
- j = ج "yīm" [ʝ], [ʒ]
- kh - 5 = ﺥ "jā'" [x]
- h - 7 = ﺡ "ḥā'" [ħ]
- q - 9 = ﻕ "qāf" [q]
- sh - ch - x = ش "shīn" [ʃ]

A pesar de no contar con un sistema ortográfico reglado el dariya es ya una lengua literaria en la que se han escrito multitud de obras con autores de reconocido prestigio como Youssouf Amine Elalamy, autor de multitud de numerosas obras en esta lengua. También existen un buen número de traducciones al dariya entre las que destacan El principito o Amir saghir.

### Fonología
El inventario consonántico del árabe marroquí está formado por los siguientes fonemas:
|             |             | Labial | Labial   | Dental/Alveolar | Dental/Alveolar | Post-alv./ Palatal | Velar | Uvular | Faríngea | Glotal |
| simple      | enfática    | simple | enfática |                 |                 | Post-alv./ Palatal | Velar | Uvular | Faríngea | Glotal |
| ----------- | ----------- | ------ | -------- | --------------- | --------------- | ------------------ | ----- | ------ | -------- | ------ |
| Nasal       | Nasal       | m      | mˁ       | n               |                 |                    |       |        |          |        |
| Oclusiva    | sorda       |        |          | t̪               | t̪ˁ              |                    | k     | q      |          | ʔ      |
| Oclusiva    | sonora      | b      | bˁ       | d̪               | d̪ˁ              |                    | g     |        |          |        |
| Fricativa   | sorda       | f      |          | s               | sˁ              | ʃ                  | x~χ   | x~χ    | ħ        | h      |
| Fricativa   | sonora      |        |          | z               | zˁ              | ʒ~dʒ               | ɣ~ʁ   | ɣ~ʁ    | ʕ        |        |
| Aproximante | Aproximante |        |          | l               | lˁ              | j                  | w     |        | ʕ        |        |
| Vibrante    | Vibrante    |        |          | r               | rˁ              |                    |       |        |          |        |
Los fonemas vocálicos son tres vocales largas /i, a, u/ y tres vocales breves /ĕ, ă, ŏ/. La vocal /i/ usualmente suena [i] pero en contacto con las consonantes /x, ɣ, q, ħ, ʕ/ se abre en [e]. Similarmente /u/ suena usualmente [u], en contacto con /q/ suena [o] y en contacto con /x, ɣ, q, ħ, ʕ/ suena [ʊ]. La vocal /a/ suena usualmente como [æ], junto a las uvulares o faringales como [a] y junto a las enfáticas como [ɑ]. El siguiente cuadro resume el inventario de fonemas vocálicos y sus alófonos:
|          | anterior            | central             | posterior           |
| -------- | ------------------- | ------------------- | ------------------- |
| cerradas | /i/ [i], [e]        |                     | /u/ [u], [ʊ], [o]   |
| medias   | /e/ [ɪ], [e], [ʌ]   | /ă/ [ə], [ɐ~ä]      | /o/ [o], [ʊ]        |
| abiertas | /a/ [æ], [ɐ~ä], [ɑ] | /a/ [æ], [ɐ~ä], [ɑ] | /a/ [æ], [ɐ~ä], [ɑ] |
Existen diversos sistemas de transcripción/transliteración de estos fonemas:
| Transcripción Harrell                  | Transcripción Harrell | Transcripción Harrell | Transcripción Harrell | Transcripción Harrell | Transcripción Harrell | Transcripción Harrell | Transcripción Harrell | Transcripción Harrell | Transcripción Harrell | Transcripción Harrell | Transcripción Harrell | Transcripción Harrell | Transcripción Harrell | Transcripción Harrell | Transcripción Harrell | Transcripción Harrell | Transcripción Harrell | Transcripción Harrell | Transcripción Harrell | Transcripción Harrell | Transcripción Harrell | Transcripción Harrell | Transcripción Harrell | Transcripción Harrell | Transcripción Harrell | Transcripción Harrell | Transcripción Harrell | Transcripción Harrell | Transcripción Harrell | Transcripción Harrell | Transcripción Harrell | Transcripción Harrell | Transcripción Harrell | Transcripción Harrell | Transcripción Harrell |
| -------------------------------------- | --------------------- | --------------------- | --------------------- | --------------------- | --------------------- | --------------------- | --------------------- | --------------------- | --------------------- | --------------------- | --------------------- | --------------------- | --------------------- | --------------------- | --------------------- | --------------------- | --------------------- | --------------------- | --------------------- | --------------------- | --------------------- | --------------------- | --------------------- | --------------------- | --------------------- | --------------------- | --------------------- | --------------------- | --------------------- | --------------------- | --------------------- | --------------------- | --------------------- | --------------------- | --------------------- |
| a                                      | b                     | ḅ                     | d                     | ḍ                     | e                     | f                     | g                     | ġ                     | h                     | ḥ                     | i                     | k                     | l                     | ḷ                     | m                     | ṃ                     | n                     | o                     | q                     | r                     | ṛ                     | s                     | ṣ                     | š                     | t                     | ṭ                     | u                     | w                     | x                     | y                     | z                     | ẓ                     | ž                     | ʔ                     | ع                     |
| Valor fonético (AFI)                   |                       |                       |                       |                       |                       |                       |                       |                       |                       |                       |                       |                       |                       |                       |                       |                       |                       |                       |                       |                       |                       |                       |                       |                       |                       |                       |                       |                       |                       |                       |                       |                       |                       |                       |                       |
| a                                      | b                     | bˁ                    | d                     | dˁ                    | e                     | f                     | ɡ                     | ɣ                     | h                     | ħ                     | i                     | k                     | l                     | lˁ                    | m                     | mˁ                    | n                     | o                     | q                     | ɾ                     | ɾˁ                    | s                     | sˁ                    | ʃ                     | t                     | tˁ                    | u                     | w                     | x                     | j                     | z                     | zˁ                    | ʤ                     | ʔ                     | ʕ                     |
| Otras transcripciones / alfabeto árabe |                       |                       |                       |                       |                       |                       |                       |                       |                       |                       |                       |                       |                       |                       |                       |                       |                       |                       |                       |                       |                       |                       |                       |                       |                       |                       |                       |                       |                       |                       |                       |                       |                       |                       |                       |
|                                        | b ب                   | b ب                   | d د                   | ḍ ض                   |                       | f ف                   | g ج                   | ġ خ                   | h ه                   | ĥ ح                   |                       | k ك                   | l ل                   | ḷ ل                   | m م                   | m م                   | n ن                   |                       | q ق                   | r ر                   | r ر                   | s س                   | ṣ ص                   | ċ ش                   | t ت                   | ṭ ط                   |                       | w و                   | ḫ خ                   | y ي                   | z ز                   | ẓ ظ                   | ĝ ج                   | ʔ ا                   | ʿ ع                   |
Históricamente muchas palabras del árabe clásico experimentaron síncopa o apócope de las vocales breve, y por esta razón muchas palabras presentan grupos consonánticos complicados en posición inicial y media formados por dos o tres consonantes:
nshedd '(yo) cierro'
tketbi '(tú) [f.] escribes'
qoṣṭḷi 'color castaño'
nnsa '(yo) olvido'
nṭḷeb '(yo) solicito'
tšri '(tú) compras'
Ciertos procesos de sufijación o prefijación requieren una vocal epéntica /e/ lo cual complica la regularidad de la morfología.

### Morfología
El árabe marroquí es una lengua flexiva, sintética y esencialmente fusionante, que hace un uso extensivo de la prefijación, la sufijación y la infijación. La flexión se realiza mediante los tres procedimientos.

#### Verbos
La conjugación verbal se basa más en aspecto gramatical que el tiempo gramatical propiamente dicho. Así las formas verbales conjugadas según persona formas de imperativo, imperfecto (usadas para el presente y futuro) y perfecto (usualmente para el pasado):
(1a) r'rajel mashi kbir
ART-hombre NEG grande (imperfecto con sentido de presente)
'el hombre no es grande'
(1b) huwa mashi kbir
'El no es grande' (imperfecto con sentido de futuro)
(1c) qaddam-Ø-ni lil-ek
presentar-3ªPERF.3ªSG.M.-OB.1ªSG a-2ªSG) (perfecto)
'Me presentó a ti'
(1d) bġhi-t hadak
querer-PERF.1ªSG.)  (perfecto con sentido de presente)
'Quiero ese'
(1e) ddiw
'Tomad' (imperativo)
Las marcas de persona sujeto dependen de las tres clases de formas mencionadas anteriormente. En las formas de perfecto la marca de persona es un sufijo, en las de imperfecto es un prefijo (a veces con un sufijo complementario), mientras que las formas de imperativo sólo se refieren a la segunda persona y no llevan marca de persona explícita. El siguiente cuadro resume las marcas de persona, género y número que concuerdan con el sujeto:
|          |     |       | Perfecto     | Imperfecto        | Imperativo |
| -------- | --- | ----- | ------------ | ----------------- | ---------- |
| singular | 1.ª | 1.ª   | -t           | n-, ne-           | __         |
| singular | 2.ª | masc. | -ti          | t-, te-           | Ø          |
| singular | 2.ª | fem.  | -ti          | t-, te-...-i, -y  | -i         |
| singular | 3.ª | masc. | Ø            | i-, ye-           | __         |
| singular | 3.ª | fem.  | -et, -at, -t | t-, te-           | __         |
| plural   | 1.ª | 1.ª   | -na          | n-, ne-...-u, -w  | __         |
| plural   | 2.ª | 2.ª   | -tiw/-tu     | t-, te-... -u, -w | -u         |
| plural   | 3.ª | 3.ª   | -u/-w        | i-, ye-...-u, -w  | __         |
- La forma básica para citar un verbo es la tercera persona singular masculino del perfecto que se caracteriza por no poseer afijo alguno, por lo que se considera que representa el radical verbal. Los prefijos /t-/ pueden sufrir asimilación a la siguiente consonante (si es enfática o sonora).
- El presente progresivo se forma anteponiendo el prefijo ka- o ta- a las formas de imperfecto. Sin este prefijo la forma de imperfecto se interpreta contextualmente como presente, futuro o pasado imperfecto.

El siguiente cuadro resume las formas finitas del verbo kteb 'escribir':
|          |     |       | Perfecto                    | Imperfecto                  | Imperativo          |
| -------- | --- | ----- | --------------------------- | --------------------------- | ------------------- |
| singular | 1.ª | 1.ª   | ktebt 'escribí, he escrito' | nektob 'escribo, escribiré' | __                  |
| singular | 2.ª | masc. | ktebti 'escribiste'         | tektob 'escribes'           | ktob! '¡escribe!'   |
| singular | 2.ª | fem.  | ktebti 'escribiste'         | tektobi 'escribes'          | kotbi! '¡escribe!'  |
| singular | 3.ª | masc. | kteb escribió               | yektob 'escribe'            | __                  |
| singular | 3.ª | fem.  | ketbet 'escribió'           | tektob 'escribe'            | __                  |
| plural   | 1.ª | 1.ª   | ktebna 'escribimos'         | nektobu 'escribimos'        | __                  |
| plural   | 2.ª | 2.ª   | ktebtu 'escribisteis'       | tektobu 'escribís'          | ktobu! '¡escribid!' |
| plural   | 3.ª | 3.ª   | ketbu 'escribieron'         | yektobu 'escriben'          | __                  |
Nótense las transformaciones de la raíz en las formas de tercera persona del perfecto.

#### Pronombres
El pronombre personal tiene formas tónicas y átonas. Las formas tónicas o independientes se usan como pronombre sujeto enfático, mientras que las formas átonas o clíticas se usan para expresar posesivos, objeto directo u objeto indirecto, que aparecen como clíticos de otras palabras.
|          |     |       | Formas Independientes (tónicas) | Formas dependientres (clíticos átonos) | Reflexivos | Posesivos |
| -------- | --- | ----- | ------------------------------- | -------------------------------------- | ---------- | --------- |
| singular | 1.ª | 1.ª   | ana                             | -i, -ya, -ni                           | ras-i      | dyal-i    |
| singular | 2.ª | masc. | anta, (i)nta                    | -k, -ek                                | ras-ek     | dyal-ek   |
| singular | 2.ª | fem.  | anti, (i)nti                    | -k, -ek                                | ras-ek     | dyal-ek   |
| singular | 3.ª | masc. | huwa                            | -u, -h, -eh                            | rasu       | dyal-u    |
| singular | 3.ª | fem.  | hiya                            | -ha                                    | ras-a      | dyal-a    |
| plural   | 1.ª | 1.ª   | ḥna, iḥna                       | -na                                    | ras-na     | dyal-na   |
| plural   | 2.ª | 2.ª   | antuma                          | -kum                                   | ras-kum    | dyal-kum  |
| plural   | 3.ª | 3.ª   | huma                            | -hum                                   | ras-(h)om  | dyal-om   |
Ejemplos:
rasi 'mi cabeza' (ras 'cabeza', -i 1ªp.sg.)
rasek 'tu cabeza'
šuffia 'mírame'

#### Artículos y demostrativos
El artículo demostrativo en árabe marroquí fonológicamente es un clítico /l-/, aunque debe tenerse presente que se asimila fácilmente a la siguiente consontante, en concreto ante una de las consonantes coronales /t, d, s, z, l, r; n; š, ž; ḍ, ṭ, ṣ, ẓ, ḷ, ṛ/ su forma cambia a t-, d-, s-, z-, l-, r-; n-; š-, ž-; ḍ-, ṭ-, ṣ-, ẓ-, ḷ-, ṛ- volviéndose idéntico a la consonante inicial.
ṭ-ṭub 'el ladrillo'
d-drari 'los niños'
ḍ-ḍhur 'las espaldas'
s-sukkan 'los habitantes'
ṣ-ṣiniya 'la bandeja'
š-šemš 'el sol'
z-zwaq 'la decoración'
ẓ-ẓeṛwaṭa 'la vara'
ž-žmal 'el camello'
l-lḥam 'la carne'
ḷ-ḷaṛḍ 'la tierra'
r-rakib 'el pasajero'
ṛ-ṛažel 'el hombre'
n-noṣṣ 'la mitad'
En árabe marroquí existen dos tipos de artículo indefinido. El artículo indefinido potencial tiene una única forma invariante para masculino y femenino: ši- equivale a 'algún/alguna/algunos/algunas' + el nombre en singular o plural:
ši kalb 'algún perro'
ši krasi 'algunas sillas'
El artículo indefinido de cantidad se usa el numeral waḥed 'uno/una' más el artículo definido:
waḥed l kalb 'un perro'
waḥed l kursi 'una silla'.
En cuanto a los demostrativos hay tres grados de deixis:
|          |           | [+Hablante] [-Oyente] | [-Hablante] [+Oyente] | [-Hablante] [-Oyente]       |
| -------- | --------- | --------------------- | --------------------- | --------------------------- |
| Singular | masculino | had-a 'este'          | d-ak 'ese'            | had-ak 'aquel'              |
| Singular | femenino  | had-i 'esta'          | d-ik 'esa'            | had-ik 'aquella'            |
| Plural   | Plural    | had-o 'estos, estas'  | d-ok 'esos, esas'     | had-ok 'aquellos, aquellas' |

#### Nombres y adjetivos
Nombres y adjetivos cambian su forma de acuerdo a la flexión de género y número. Los nombres y adjetivos pueden ser masculinos o femeninos, y singulares, duales o plurales (algunos autores consideran aparte las formas unitaria y colectiva como "números diferentes" aunque si bien son morfológicamente diferentes sintácticamente requieren concordancias de singular o plural).
Formación del femenino.
Generalmente y en esto coincide con el castellano, la mayor parte de los substantivos y adjetivos (incluidos los participios) forman el femenino sufijando -a a la forma de masculino. Ejemplos:
ḫayib, ḫaiba (/xeib-/) 'feo, fea':
tuil, tuela 'alto, alta'
amin, amina 'fiel (m.), fiel (f.)'
Sin embargo, al igual que sucede en español no todos las substantivos acabados en -a son palabras femeninas, también hay nombres masculinos acabados an -a, Ejemplos:
baba 'padre'; ma 'agua'; ḫra 'hez'
Formación del plural.
Hay dos tipos principales de formar el plural: a) por adición de sufijos; b) por transformación interna de la palabra (plurales fractos):
- Sufijación. Los principales sufijos son: -in; -a; -(a)t. Ciertos nombres colectivos castellanos terminados en a (recogida de la 'oliva') tienen su origen en este plural árabe. Ejemplos:

ain > ainin (ojos); neyar > neyara (carpinteros); biro > biroat (oficinas)
- Plurales fractos. El árabe marroquí contempla también tres formas de indicar el número de los substantivos: colectivo, unidad y dual. Los colectivos incluyen muchos nombres masculinos que no tienen ninguna marca de plural explícita pero se refieren a un número indeterminado de objetos. Ejemplos:

Hut (pescado)
Algunos ejemplos de formación de plurales masculinos son los siguientes:
| Tipo        | Tipo        | Esquema singular | Esquema plural  | Ejemplos |
| ----------- | ----------- | ---------------- | --------------- | --- |
| Sufijados   | 1           | mo-__            | mo-__+in        | mohandis 'ingeniero' / mohandisin 'ingenieros' moḥami 'abogado' / moḥamiyin 'abogados' momattil 'actor' / momattilin 'actores' |
| Sufijados   | 2           | (hispanismo) -o  | (hispanismo) -s | siyo 'sello' / siyos 'sellos' bolso / bolsos lado 'helado' / lados 'helados'                                                   |
| Sufijados   | 3           | C1əC2C2aC3       | C1əC2C2aC3a     | ṣəbbaġ 'tintorero' / ṣəbbaġa 'tintoreros' ḍəbbaġ 'curtidor' / ḍəbbaġa 'curtidores' šəffar 'ladrón' / šəffara 'ladrones'        |
| Fractos     | 4           | C1C2aC3          | C1C2oC3a        | bġal 'mula' / bġola 'mulas' ktab 'libro' / ktoba 'libros' sṭal 'cubo' / sṭola 'cubos'                                          |
| Fractos     | 5           | C1VC2C3          | C1C2oC3         | qalb 'corazón' / qlob 'corazones' dars 'lección' / dros 'lecciones' dərb 'callejón' / drob(a) 'callejones'                     |
| Fractos     | 6a          | C1VC2C3VC4       | C1C2aC3əC4      | məftaḥ 'llave' / mfatəḥ 'llaves' kabboṭ 'abrigo' / kbabəṭ 'abrigos' məsmar 'clavo' / msamər 'clavos'                           |
| Fractos     | 6b          | C1C2C3C4-a       | C1C2aC3əC4      | madrasa 'escuela' / mdarəs 'escuelas' mġorfa 'cucharón' / mġarəf 'cucharones' karrusa 'carretilla' / krarəs 'carretillas'      |
| Fractos     | 7           | C1C2C3-a         | C1C2aC3i        | yəbra 'inyección' / yəbari 'inyecciones' taqba 'agujero' / tqabi 'agujeros' zarbiya 'alfombra' / zrabi 'alfombras'             |
| Mixtos      | 8           | C1aC2            | C1iC2+an        | kar 'autocar' / kiran 'autocares' žar 'vecino' / žiran 'vecinos' kas 'vaso' / kisan 'vasos'                                    |
| Otros tipos | Otros tipos |                  |                 | wəld 'niño' / olad 'niños' naḥla 'abeja' / nḥal 'abejas' roḥ 'alma' / arwaḥ 'almas'                                            |
El plural de la mayor parte de nombres femeninos se forma por sufijación. Los femeninos acabados en -a forman el plural en -at aunque existen algunas formas adicionales si de hacer el plural para femeninos no acabados en -a.
| Tipo      | Tipo    | Esquema singular | Esquema plural | Ejemplos |
| --------- | ------- | ---------------- | -------------- | --- |
| Sufijados | 1a      | ___-a            | ___-a+t        | kəlba 'perra' / kəlbat 'perras' nibira 'nevera' / nibirat 'neveras'                                                                         |
| Sufijados | 1b      | ___              | ___+at         | kamyun 'camión' / kamyunat 'camiones' |
| Sufijados | 1c      | ___V             | ___+w-at       | radyo 'radio' / radyowat 'radios' biro 'despacho' / birowat 'despachos'                                                                     |
| Fractos   | Fractos | ___C             |                | nafs 'alma' / nofos 'almas' ḥarb 'guerra' / ḥorob 'guerras' dar 'casa' / dyor 'casas bənt 'hija' / bnat 'hijas' kərš 'tripa / kroš 'tripas' |
| Mixtos    | Mixtos  | ___C             |                | bab 'puerta' / biban 'puertas' ṭriq 'camino' / ṭorqan 'caminos'                                                                             |

3.2.5 Estos nombres colectivos tienen un correspondiente nombre unitario acabado en "-a".
Ejemplos:
Huta (un pescado) en este caso a su vez un plural en "-at" Hutat (diversos/varios pescados)
3.2.5 Dual: el árabe marroquí ha conservado restos de dual del árabe clásico -(a)in, en diversos nombres de medidas y objetos que aparecen casi siempre en pares. Ejemplos:
Ain, ainin (ojo, ojos); mia, miatin (cien, dos cientos)
3.2.6 Caso especial para los adjetivos: Es frecuente utilizar para el femenino plural el plural masculino.
Ejemplos:
bnt seghera (niña pequeña), bnat segharat o más usual bnat sghar (niñas pequeñas).
3.3 Indeterminación / Determinación
3.3.2 La Determinación se expresa de las siguientes formas:
a) con ayuda del artículo "l" que equivale a "el"/+ el nombre en singular; El artículo se asimila a la consonante inicial del nombre cuando ésta es sh, d, n, r, s, t, y, z (las llamadas letras solares). Ejemplos:
L kalb (el perro); l kursi (l silla)
Sh shims (el sol).
b) con ayuda del un complemento del nombre. Ejemplos:
Dar l kalb (casa del perro).

### Sintaxis
El árabe marroquí es una lengua de núcleo inicial, el determinante precede al nombre, el verbo usualmente precede al objeto, el verbo precede al objeto, la preposición precede al sintagma nominal, etc. Además tiene numerosas concordancias, de género y número dentro del sintagma nominal y el sintagma determinante. De número, persona y género entre el sujeto y el verbo.

### Palabras de origen no árabe
Todas las palabras en dialecto marroquí están en árabe estándar y árabe urbano coloquial y algunas palabras púnicas antiguas. 
Palabras con origen bereber:
•Babbūš(de abbabuc) caracoles 
•Sarut(de tasarut) llave 
•Meç(de amçiç) gato  

#### Algunas palabras de origen francés
- aitrchita: (de fourchette) tenedor [forʃitˁɑ]
- tomóbel: (de automobile) coche [tˁomobil]
- telfaza: (de télévision) televisión [tɪlfɑzɑ]
- radio: radio [rɑdˁjo]
- partma: (de appartement) apartamento [bɑrtˁmɑ]
- tobes: (de autobus) autobús [tˁobis]
- camera: (de caméra) cámara [kɑmerɑ]
- portable: (de portable) teléfono móvil/celular [portˁɑbl]
- tilifun: (de téléphone) teléfono [tilifu:n]
- brika: (de briquet) encendedor [bri’keɪ]

#### Algunas palabras de origen español
Estas palabras pueden haber venido por medio del árabe andalusí y por el castellano traído por los moriscos cuando fueron expulsados de España tras la Reconquista o pueden haberse incorporado en el tiempo del Protectorado (1912-1956).
- rueda: rueda [rwedˁɑ]
- cuzina: cocina [kuzinɑ]
- simana: semana [simɑnɑ]
- manta: manta [mɑltˁɑ]